# Variante contextuelle
Cette page contient des caractères spéciaux ou non latins. S’ils s’affichent mal (▯, ?, etc.), consultez la page d’aide Unicode.
En linguistique, l'expression variante contextuelle, variante combinatoire ou variante conditionnée peut désigner trois concepts :
- les phonèmes dont la réalisation est différente selon leur contexte dans la chaîne parlée (chaque réalisation possible est appelée allophone) ;
- les morphèmes dont la réalisation est différente selon leur contexte (chaque réalisation possible est appelée allomorphe) ;
- les graphèmes dont la réalisation est différente selon leur contexte (chaque réalisation possible est appelée allographe).

Les variantes contextuelles ou combinatoires s'opposent aux variantes libres, qui sont indépendantes du contexte.
Dans le cas de variantes contextuelles, les allophones, allomorphes ou allographes sont en distribution complémentaire.

## À propos des morphèmes
En linguistique, on définit généralement un morphème comme le plus petit élément significatif, isolé par segmentation d'un mot, le plus souvent dépourvu d'autonomie linguistique. De même que le phonème, le morphème est une entité abstraite susceptible de se réaliser de plusieurs manières dans la chaîne parlée.

## À propos des graphèmes
Il existe, dans certaines écritures, des graphèmes qui n'ont pas une seule forme immuable mais qui s'adaptent selon leur position dans le mot, ou contexte. Ainsi, à un graphème fondamental sont liés des allographes, qui n'ont pas le statut de graphèmes indépendants mais ne sont que des variantes contextuelles ou variantes combinatoires de ce graphème fondamental. De manière plus courante, on parle de ligatures. En typographie, ce terme n'est cependant pas un synonyme. Comme les variantes libres, elles :
- ont le même sens ;
- appartiennent à la même catégorie grammaticale ;
- présentent généralement (mais pas nécessairement) un minimum d'identité formelle, une règle d'utilisation.

Cependant, contrairement aux variantes libres, elles dépendent d'un contexte exclusif et ne sont jamais interchangeables. Cette dépendance au contexte peut être morphologique, syntaxique et phonétique.
Parmi les écritures les plus connues suivant ce principe, on trouve :

### L'alphabet arabe
Dans l'alphabet arabe, chaque lettre possède quatre allographes, à l'exception d'un petit nombre de lettres dont le tracé reste invariable. Chaque variante s'utilise dans un contexte précis dépendant de sa place dans le mot :
- en position indépendante, lorsque la lettre est seule dans le mot ;
- en position initiale d'un mot ;
- en position médiane ;
- en position finale.

À l'origine, l'alphabet arabe n'avait pas de telles variantes, qui sont nées des déformations impliquées par la graphie cursive, laquelle procède par des adaptations liées à la nécessité de ne pas lever le calame pour ne pas interrompre le trait. De simples variantes non pertinentes, les allographes ont ensuite acquis le statut de formes normées et obligatoires. On peut illustrer cela par le tracé d'une lettre, hāʾ (rappelons que l'arabe se lit de droite à gauche).

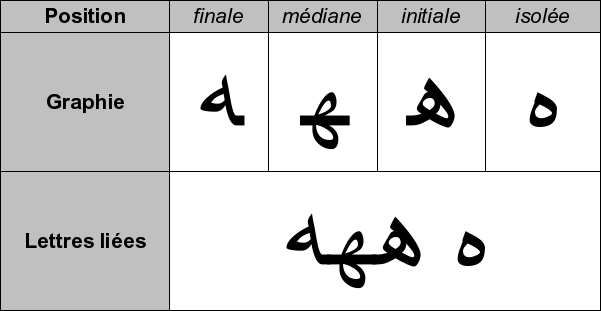
Variantes de hāʾ.

Le processus ayant mené à la différenciation des allographes est ici très clair et dépend entièrement de la nécessité de ne pas lever le calame :
- la forme fondamentale est celle de la graphie isolée : le calame trace une simple boucle fermée ;
- lorsque la lettre apparaît en début de mot, le tracé commence comme pour une boucle mais ne peut se terminer une fois la boucle fermée : il doit repartir vers la gauche pour permettre la jonction avec la lettre suivante, d'où la boucle à l'intérieur de la première boucle, restée plus ou moins inachevée (certains scripteurs la ferment moins que dans l'image présentée ici) ;
- en milieu de mot, il n'est pas possible de tracer une boucle simple sans interrompre le trait. De la même manière que l'on trace un f cursif dans l'alphabet latin, on procède à une double boucle. On aurait pu se contenter d'une boucle ne partant pas vers le bas, mais une telle graphie représentait déjà une autre lettre ;
- en fin de mot, la boucle est simplement reliée à la lettre précédente.

L'apprentissage des allographes de chaque lettre peut sembler difficile. En fait, il est grandement facilité si l'on garde à l'esprit qu'il ne s'agit que de respecter la contrainte de la cursivité : toutes les lettres (sauf six) d'un même mot doivent être liées et le trait doit revenir au niveau de la ligne de base pour permettre l'enchaînement. Il n'est donc pas possible de finir une lettre liée en haut ou en bas de cette lettre. La lettre ǧīm le montre clairement :

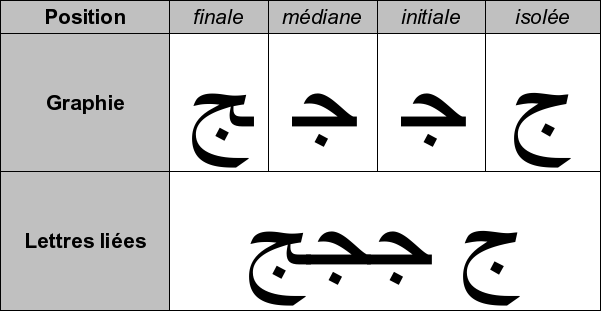
Variantes de ǧīm.

Alors que la lettre est terminée, dans sa graphie fondamentale, par une large boucle basse ouverte revenant vers la gauche, cette boucle doit nécessairement être annulée dans les graphies liées pour permettre la jonction. Il ne reste donc que la partie supérieure de la lettre. Il n'est en effet possible ni de continuer le trait plus bas que la ligne d'écriture ni de continuer à écrire sous cette lettre. On aurait sinon pu imaginer que la boucle fût fermée pour repartir à droite. On remarque que les graphies initiale et médiane sont identiques : aucune adaptation supplémentaire n'est en effet nécessaire. Enfin, la graphie finale n'est qu'une forme reliée à ce qui précède de la graphie fondamentale, la boucle pouvant réapparaître.
Quelque lettres arabe comme le mim ont plus de 3 forme sauf qu'en imprimerie ses variantes ne sont pas importantes.

### L'alphabet hébreu

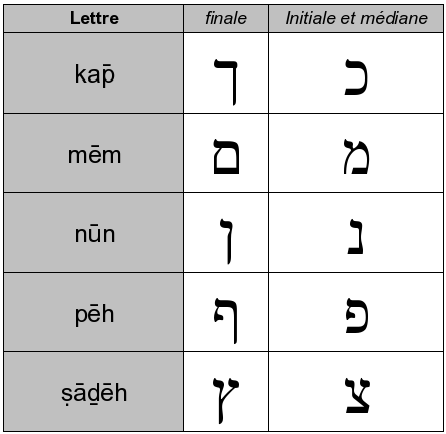
Variantes hébraïques.

L'alphabet hébreu emploie cinq variantes contextuelles finales (l'Alphabet paléo-hébraïque ignore ces variantes). Le procédé est semblable à celui de l'arabe, mais bien plus simple (voir ci-contre). On remarque qu'il s'agit principalement d'une simplification du ductus, qui s'allonge. On sent là un procédé semblable à celui qu'on rencontre en grec. Ces variantes contextuelles sont obligatoires et se retrouvent dans la graphie cursive de l'alphabet.

### L'alphabet latin
On peut comparer les procédés utilisés pour l'alphabet arabe à la situation que connaît spontanément un scripteur utilisant l'alphabet latin quand il écrit dans une graphie cursive : il aura lui aussi tendance à tracer les lettres différemment selon leur place dans le mot. Seulement, chaque scripteur peut développer ses propres variantes, lesquelles ne sont jamais pertinentes et ne sont pas normalisées. Écrire en détachant toutes les lettres n'est pas impossible. C'est d'ailleurs ainsi qu'on imprime depuis des siècles la majorité des ouvrages. Bien que maintenant sorties des usages ou lexicalisées, des variantes contextuelles normalisées ont cependant été utilisées.

#### Slong etsrond

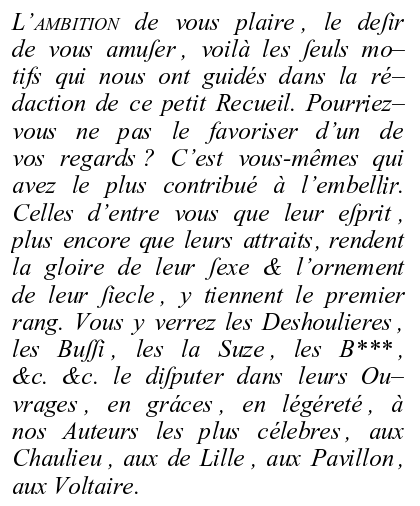
S long et s rond.

L'exemple le plus notable est celui du s, qui se traçait différemment : s rond (notre s) en fin de mots, s long partout ailleurs :
Le s long, issu de la demi-onciale latine (apparue vers le IVe siècle), s'est transmis à toutes les écritures latines postérieures. Son utilisation, au départ, ne suivait pas des règles strictes. Simple variante du s, il pouvait d'ailleurs être utilisé seul et en toute position. Son tracé a beaucoup varié selon l'écriture, sa localisation et le scribe. Petit à petit, cependant, il en est venu à remplacer s dans toutes les positions, sauf en finale. Cette convention s'est conservée dans l'imprimerie jusqu'au XIXe siècle, pendant lequel l'usage, déjà fluctuant à la fin du XVIIIe (dans un même ouvrage, les deux s pouvaient être utilisés en concurrence avec l's unique), se perd entièrement. Actuellement, des lecteurs non avertis confondent le s long avec un f.

### L’alphabet grec
On trouve en grec deux variantes contextuelles : sigma (σ/ς/ϲ ; Σ/Ϲ) et bêta (β/ϐ). D'autres variantes dites « libres » existent aussi pour delta (δ), epsilon (ε), kappa (κ), thêta (θ), xi (ξ), pi (π/ϖ), rhô (ρ) et phi (φ) en minuscule, ainsi que pour upsilon (Υ) en capitale ; cependant elles ne suivent pas une règle contextuelle de graphie bien définie mais adaptée selon l’usage, le plus souvent comme symboles ou variables pour les mathématiques (ϵ, ϰ, ϑ, ϖ, ϱ, ϕ et ϒ), parfois comme style alternatifs de présentation des textes en grec bien qu'aucune différence n’y soit alors reconnue.

#### Sigma
La lettre sigma ([s]) s'écrit σ en début et milieu de mot alors qu'elle s'écrit obligatoirement ς en fin de mot.
On note que cette variante n'existe pas en capitales : en effet, le sigma final est la plus tardive des quatre variantes normalisées du sigma, lettre dont l'histoire est complexe :
- la première graphie normalisée pour cette lettre (en 403 avant notre ère) est la capitale Σ ;
- au IIIe siècle avant notre ère, il se trace C (sigma lunaire de l'onciale), par simplification du tracé, forme qui, s'imposant par la suite, sera conservée jusqu'au VIIIe pour la lettre quelle que soit la casse, XVIIIe pour la capitale seule ;
- lorsque les minuscules cursives (dites byzantines) ont commencé à se développer (entre le IIIe siècle avant notre ère et le VIIIe siècle de notre ère pour la première période puis jusqu'au IXe pour la seconde, celle pendant laquelle des tracés de type capital ont été réintroduits), d'abord parallèlement à la graphie en capitales, puis en remplacement de celle-ci, le sigma cursif (« minuscule ») se traçait d'abord c puis grosso modo σ (vers le VIIIe siècle ; cette forme est inspirée de la première, mais encore plus cursive, et a été gardée jusqu'à aujourd'hui) ;
- il faut attendre le XVe siècle pour que les imprimeurs commencent à utiliser, sporadiquement puis systématiquement, la forme finale, dérivée du sigma lunaire, soit ς. Ce tracé est pourtant antérieur : entre le XIe et le XVe siècle, on trouve parfois le c comme variante finale (la graphie n'ayant pas été entièrement remplacée par σ), laquelle se munit d'une queue terminale (représentant le retour du calame finissant le mot) à partir du XIIIe siècle ;
- il faut attendre le XVIIIe siècle pour que le sigma capital soit de nouveau tracé Σ, la graphie étant empruntée par volonté classiciste aux inscriptions antiques ;
- le sigma lunaire (en capitale ou en minuscule) n'a cependant pas été oublié et s'emploie parfois de manière archaïsante (et quelque peu politisée car il reste lié à l'Église byzantine, qui s'en sert encore). Enfin, on le rencontre fréquemment dans les éditions papyrologiques : il permet en effet, dans le contexte d'un texte lacunaire dans lequel on ne saisit pas toujours l'identité des mots (fin et début), d'éviter de préciser si tel ou tel sigma se trouve réellement en fin de mot puisque l'on trace cette lettre C en capitale et c en minuscule, quelle que soit sa place dans le mot.

En conclusion, l'on obtient actuellement les couples suivants :
- formes initiales et médianes : Σ / σ ou Ϲ / ϲ ;
- formes finales : Σ / ς ou Ϲ / ϲ.

Seuls Σ / σ / ς sont considérés non marqués. Il faut, de plus, bien noter que le sigma final ne s'emploie qu'en fin de mot et non de morphème : on pourra, dans un texte didactique, découper un mot en ses morphèmes. Dans ce cas, un sigma situé avant la coupe ne sera pas écrit avec sa variante finale. Ainsi :
- « Πελοπόννησος Pelopónnêsos est un ancien syntagme lexicalisé Πέλοπος νῆσος qui, par univerbation, est passé à Πελοπόσ-νησος, d'où Πελοπόννησος » ;
- « dans les aoristes sigmatiques, les désinences s'ajoutent à un thème terminé par un sigma : ἐλυσ- + -α, -ας, -ε, -αμεν, -ατε, -ασι ».

#### Bêta
Dans la tradition philologique française exclusivement, le bêta, seulement en minuscule, ne se trace β qu'en début de mot. Ailleurs, il prend la forme bouclée ϐ : ΒΑΡΒΑΡΟΣ / βάρϐαρος bárbaros, « barbare ».
Le bêta bouclé est emprunté à la graphie cursive manuscrite. À ce titre, les Grecs peuvent tracer ainsi à la main tout bêta, indépendamment de sa position, comme variante esthétique. La France est le seul pays à utiliser cette convention typographique.